# Leichtathletik-Länderkampf der Frauen 1975 Finnland – BR Deutschland / BR Deutschland – Polen
| 6./7. Leichtathletik-Länderkampf mit bundesdeutscher Beteiligung 1975          | 6./7. Leichtathletik-Länderkampf mit bundesdeutscher Beteiligung 1975 |
| ------------------------------------------------------------------------------ | --------------------------------------------------------------------- |
|                                                                                |                                                                       |
| Ländervergleich der Frauen: Finnland – BR Deutschland / BR Deutschland – Polen |                                                                       |
| Austragungsort                                                                 | Helsinki                                                              |
| Wettbewerbe                                                                    | 15                                                                    |
| Datum                                                                          | 6./7. Juni                                                            |
| 1. FRG 2. FIN                                                                  | 109 Punkte 048 Punkte                                                 |
| 1. FRG 2. POL                                                                  | 088 Punkte 071 Punkte                                                 |
| Chronik                                                                        |                                                                       |
| ← FIN-FRG/FRG-POL (M)                                                          | FRA-FRG-BEL-SUI Geher (M) →                                           |

Im sechsten und siebten Vergleich des Länderkampfjahres 1975 trafen die bundesdeutschen Frauen wie ihre männlichen Kollegen am 6./7. Juni in Helsinki auf Gastgeber Finnland und Polen. Für die Frauen waren es die ersten Länderkämpfe dieser Saison und auch für sie war es die einzige Veranstaltung dieses Jahres, in der drei Länder zu Vergleichen mit zwei getrennten Wertungen zwischen je zwei Teams antraten.
Gegen Finnland war es der erste Zweiländervergleich der Frauen überhaupt. Aufeinandertreffen mit den finnischen Leichtathletinnen in Begegnungen mit mehr als zwei Ländern hatte es zwei Mal gegeben. 1968 war Finnland Teil eines skandinavischen Teams gewesen und im Vorjahr hatte Finnland eine nordeuropäische Mannschaft verstärkt. In beiden Fällen hatten die bundesdeutschen Leichtathletinnen gesiegt.
Auf Polen waren die bundesdeutschen Frauen zuvor bereits elf Mal getroffen. In der Bilanz lagen sie mit sieben zu vier vorn, hatten allerdings im letzten Vergleich im Vorjahr eine Niederlage hinnehmen müssen.

## Modus
Auf dem Programm standen die dreizehn Wettbewerbe, die das damalige olympische Frauenprogramm komplett abdeckten. Darüber hinaus wurden auch Rennen 3000 Meter und 400 Meter Hürden ausgetragen, zwei Disziplinen, die bei den Olympischen Spielen 1984 in Los Angeles olympisch wurden. Die Wertung erfolgte in allen Wettbewerben nach dem Standardsystem.

## Ergebnis
Gegen beide Gegner lagen die bundesdeutschen Frauen in allen Bereichen vorn.
Finnland erreichte keinen einzigen Disziplingewinn, ausnahmslos alle Wettbewerbe gingen bei acht Doppelerfolgen an die bundesdeutschen Leichtathletinnen. Die Bundesrepublik Deutschland dominierte den Länderkampf mit einem Ergebnis von 109 zu 48 Punkten hoch überlegen.
Gegen Polen war die Dominanz der bundesdeutschen Sportlerinnen nicht so groß. In den Einzelläufen entschieden beide Teams je vier Disziplinen für sich, die Bundesrepublik mit zwei Doppelerfolgen gegenüber einem Doppelerfolg der Polinnen. Auch in den beiden Staffeln sowie den beiden Sprüngen wurden die Siege jeweils geteilt, jedes Land verbuchte jeweils zwei Wettbewerbsgewinne für sich, Polen ohne Doppelerfolg, die Bundesrepublik mit einem Doppelerfolg. In der Kategorie Wurf/Stoß gingen alle drei Disziplinwertungen an die bundesdeutschen Vertreterinne, die so am Ende mit 86 zu 71 Punkten den Länderkampf gegen Polen erneut gewannen.

## Einzelresultate

### 100 m
| Platz | Athletin          | Land | Zeit (s) | Länderkampfwertung | Länderkampfwertung |
| ----- | ----------------- | ---- | -------- | ------------------ | ------------------ |
| 1     | Irena Szewińska   | POL  | 11,38    | 1. FRG 2. FIN      | 8 P 3 P            |
| 2     | Annegret Richter  | FRG  | 11,44    | 1. FRG 2. FIN      | 8 P 3 P            |
| 3     | Inge Helten       | FRG  | 11,58    | 1. FRG 2. FIN      | 8 P 3 P            |
| 4     | Danuta Jędrejek   | POL  | 11,95    | 1. POL 2. FRG      | 6 P 5 P            |
| 5     | Tuula Rautanen    | FIN  | 12,05    | 1. POL 2. FRG      | 6 P 5 P            |
| 6     | Helinä Laihorinne | FIN  | 12,75    | 1. POL 2. FRG      | 6 P 5 P            |

Datum: 6. Juni

### 200 m
| Platz | Athletin             | Land | Zeit (s) | Länderkampfwertung | Länderkampfwertung |
| ----- | -------------------- | ---- | -------- | ------------------ | ------------------ |
| 1     | Irena Szewińska      | POL  | 22,94    | 1. FRG 2. FIN      | 8 P 3 P            |
| 2     | Maren Gang           | FRG  | 23,36    | 1. FRG 2. FIN      | 8 P 3 P            |
| 3     | Inge Helten          | FRG  | 23,67    | 1. FRG 2. FIN      | 8 P 3 P            |
| 4     | Barbara Bakulin      | POL  | 23,85    | 1. POL 2. FRG      | 6 P 5 P            |
| 5     | Riitta Salin         | FIN  | 24,02    | 1. POL 2. FRG      | 6 P 5 P            |
| 6     | Mona-Lisa Pursiainen | FIN  | 24,18    | 1. POL 2. FRG      | 6 P 5 P            |

Datum: 7. Juni

### 400 m
| Platz | Athletin             | Land | Zeit (s) | Länderkampfwertung | Länderkampfwertung |
| ----- | -------------------- | ---- | -------- | ------------------ | ------------------ |
| 1     | Rita Wilden          | FRG  | 51,78    | 1. FRG 2. FIN      | 7 P 4 P            |
| 2     | Riitta Salin         | FIN  | 52,10    | 1. FRG 2. FIN      | 7 P 4 P            |
| 3     | Elke Barth           | FRG  | 52,68    | 1. FRG 2. FIN      | 7 P 4 P            |
| 4     | Mona-Lisa Pursiainen | FIN  | 53,29    | 1. FRG 2. POL      | 8 P 3 P            |
| 5     | Zofia Zwolińska      | POL  | 53,60    | 1. FRG 2. POL      | 8 P 3 P            |
| 6     | Elżbieta Katolik     | POL  | 54,46    | 1. FRG 2. POL      | 8 P 3 P            |

Datum: 6. Juni

### 800 m
| Platz | Athletin           | Land | Zeit (min) | Länderkampfwertung | Länderkampfwertung |
| ----- | ------------------ | ---- | ---------- | ------------------ | ------------------ |
| 1     | Elżbieta Katolik   | POL  | 2:02,42    | 1. FRG 2. FIN      | 8 P 3 P            |
| 2     | Barbara Wasniewska | POL  | 2:03,47    | 1. FRG 2. FIN      | 8 P 3 P            |
| 3     | Gisela Klein       | FRG  | 2:03,62    | 1. FRG 2. FIN      | 8 P 3 P            |
| 4     | Angelika Traugott  | FRG  | 2:04,37    | 1. POL 2. FRG      | 8 P 3 P            |
| 5     | Aila Virkberg      | FIN  | 2:11,00    | 1. POL 2. FRG      | 8 P 3 P            |
| 6     | Mariatta Kallio    | FIN  | 2:15,48    | 1. POL 2. FRG      | 8 P 3 P            |

Datum: 7. Juni

### 1500 m
| Platz | Athletin                | Land | Zeit (min) | Länderkampfwertung | Länderkampfwertung |
| ----- | ----------------------- | ---- | ---------- | ------------------ | ------------------ |
| 1     | Ellen Wellmann          | FRG  | 4:11,9     | 1. FRG 2. FIN      | 8 P 3 P            |
| 2     | Brigitte Kraus          | FRG  | 4:13,9     | 1. FRG 2. FIN      | 8 P 3 P            |
| 3     | Nina Holmén             | FIN  | 4:16,0     | 1. FRG 2. FIN      | 8 P 3 P            |
| 4     | Bronislawa Ludwichowska | POL  | 4:16,3     | 1. FRG 2. POL      | 8 P 3 P            |
| 5     | Czesława Surdel         | POL  | 4:16,4     | 1. FRG 2. POL      | 8 P 3 P            |
| 6     | lrina Paukkonen         | FIN  | 4:29,3     | 1. FRG 2. POL      | 8 P 3 P            |

Datum: 6. Juni

### 3000 m
| Platz | Athletin            | Land | Zeit (min) | Länderkampfwertung | Länderkampfwertung |
| ----- | ------------------- | ---- | ---------- | ------------------ | ------------------ |
| 1     | Ellen Wellmann      | FRG  | 9:16,6     | 1. FRG 2. FIN      | 7 P 4 P            |
| 2     | Renata Pentlinowska | POL  | 9:19,8     | 1. FRG 2. FIN      | 7 P 4 P            |
| 3     | Pirio Vihonen       | FIN  | 9:25,4     | 1. FRG 2. FIN      | 7 P 4 P            |
| 4     | Vera Kemper         | FRG  | 9:31,2     | 1. FRG 2. POL      | 7 P 4 P            |
| 5     | Urszula Prasek      | POL  | 9:35,2     | 1. FRG 2. POL      | 7 P 4 P            |
| 6     | Helena Pietilä      | FIN  | 9:39,8     | 1. FRG 2. POL      | 7 P 4 P            |

Datum: 7. Juni

### 100 m Hürden
| Platz | Athletin           | Land | Zeit (s) | Länderkampfwertung | Länderkampfwertung |
| ----- | ------------------ | ---- | -------- | ------------------ | ------------------ |
| 1     | Grażyna Rabsztyn   | POL  | 13,04    | 1. FRG 2. FIN      | 8 P 3 P            |
| 2     | Silvia Kempin      | FRG  | 13,44    | 1. FRG 2. FIN      | 8 P 3 P            |
| 3     | Teresa Nowak       | POL  | 13,51    | 1. FRG 2. FIN      | 8 P 3 P            |
| 4     | Marlies Koschinski | FRG  | 13,55    | 1. POL 2. FRG      | 7 P 4 P            |
| 5     | Ulla Lempiainen    | FIN  | 14,63    | 1. POL 2. FRG      | 7 P 4 P            |
| 6     | Eiia Ristola       | FIN  | 14,98    | 1. POL 2. FRG      | 7 P 4 P            |

Datum: 6. Juni

### 400 m Hürden
| Platz | Athletin          | Land | Zeit (s) | Länderkampfwertung | Länderkampfwertung |
| ----- | ----------------- | ---- | -------- | ------------------ | ------------------ |
| 1     | Silvia Hollmann   | FRG  | 58,46    | 1. FRG 2. FIN      | 8 P 3 P            |
| 2     | Zofia Zwolińska   | POL  | 58,91    | 1. FRG 2. FIN      | 8 P 3 P            |
| 3     | Danuta Piecyk     | POL  | 59,30    | 1. FRG 2. FIN      | 8 P 3 P            |
| 4     | Karola Claus      | FRG  | 61,99    | 1. FRG 2. POL      | 6 P 5 P            |
| 5     | Hannele Parkkonen | FIN  | 63,28    | 1. FRG 2. POL      | 6 P 5 P            |
| 6     | Anu Vuorinen      | FIN  | 65,30    | 1. FRG 2. POL      | 6 P 5 P            |

Datum: 7. Juni

### 4 × 100 m Staffel
| Platz | Besetzung      | Land                                                           | Zeit (s) | Länderkampfwertung | Länderkampfwertung |
| ----- | -------------- | -------------------------------------------------------------- | -------- | ------------------ | ------------------ |
| 1     | Polen          | Ewa Długołęcka Barbara Bakulin Danuta Jędrejek Irena Szewińska | 43,87    | 1. FRG 2. FIN      | 5 P 2 P            |
| 2     | BR Deutschland | Annegret Richter Inge Helten Annegret Kroniger Maren Gang      | 43,97    | 1. POL 2. FRG      | 5 P 2 P            |
| 3     | Finnland       | Tuula Rautanen Marika Eklund Pirjo Häggman Helinä Laihorinne   | 46,15    | 1. POL 2. FRG      | 5 P 2 P            |

Datum: 6. Juni

### 4 × 400 m Staffel
| Platz | Besetzung      | Land                                                              | Zeit (min) | Länderkampfwertung | Länderkampfwertung |
| ----- | -------------- | ----------------------------------------------------------------- | ---------- | ------------------ | ------------------ |
| 1     | BR Deutschland | Christiane Krause Elke Barth Erika Weinstein Rita Wilden          | 3:31‚3     | 1. FRG 2. FIN      | 5 P 2 P            |
| 2     | Finnland       | Marika Eklund Barbro Lindström Pirjo Häggman Mona-Lisa Pursiainen | 3:34,9     | 1. FRG 2. POL      | 5 P 2 P            |
| 3     | Polen          | Zofia Zwolińska Anna Maniecka Danuta Piecyk Barbara Wasniewska    | 3:36,9     | 1. FRG 2. POL      | 5 P 2 P            |

Datum: 7. Juni

### Hochsprung
| Platz | Athletin          | Land | Zeit (m) | Länderkampfwertung | Länderkampfwertung |
| ----- | ----------------- | ---- | -------- | ------------------ | ------------------ |
| 1     | Ellen Mundinger   | FRG  | 1,83     | 1. FRG 2. FIN      | 7 P 4 P            |
| 2     | Susanne Sundqvist | FIN  | 1,81     | 1. FRG 2. FIN      | 7 P 4 P            |
| 3     | Karin Geese       | FRG  | 1,78     | 1. FRG 2. FIN      | 7 P 4 P            |
| 4     | Anna Bubala       | POL  | 1,75     | 1. FRG 2. POL      | 8 P 3 P            |
| 5     | Danuta Holowinska | POL  | 1,70     | 1. FRG 2. POL      | 8 P 3 P            |
| 6     | Eile Kelo         | FIN  | 1,65     | 1. FRG 2. POL      | 8 P 3 P            |

Datum: 6. Juni

### Weitsprung
| Platz | Athletin              | Land | Zeit (m) | Länderkampfwertung | Länderkampfwertung |
| ----- | --------------------- | ---- | -------- | ------------------ | ------------------ |
| 1     | Anna Włodarczyk       | POL  | 6,19     | 1. FRG 2. FIN      | 8 P 3 P            |
| 2     | Marion Schwerdtfeger  | FRG  | 6,08     | 1. FRG 2. FIN      | 8 P 3 P            |
| 3     | Ute Hedicke           | FRG  | 6,08     | 1. FRG 2. FIN      | 8 P 3 P            |
| 4     | Tuula Rautanen        | FIN  | 5,96     | 1. POL 2. FRG      | 6 P 5 P            |
| 5     | Krystyna Pulczynska   | POL  | 5,74     | 1. POL 2. FRG      | 6 P 5 P            |
| 6     | Marianne Kaiiansinkho | FIN  | 5,71     | 1. POL 2. FRG      | 6 P 5 P            |

Datum: 7. Juni

### Kugelstoßen
| Platz | Athletin          | Land | Zeit (m) | Länderkampfwertung | Länderkampfwertung |
| ----- | ----------------- | ---- | -------- | ------------------ | ------------------ |
| 1     | Eva Wilms         | FRG  | 18,23    | 1. FRG 2. FIN      | 7 P 4 P            |
| 2     | Ludwika Chewińska | POL  | 17,97    | 1. FRG 2. FIN      | 7 P 4 P            |
| 3     | Janina Kalina     | POL  | 16,74    | 1. FRG 2. FIN      | 7 P 4 P            |
| 4     | Ritva Metso       | FIN  | 16,35    | 1. FRG 2. POL      | 6 P 5 P            |
| 5     | Helga Jaxt        | FRG  | 15,75    | 1. FRG 2. POL      | 6 P 5 P            |
| 6     | Christine Barck   | FIN  | 14,37    | 1. FRG 2. POL      | 6 P 5 P            |

Datum: 7. Juni

### Diskuswurf
| Platz | Athletin          | Land | Zeit (m) | Länderkampfwertung | Länderkampfwertung |
| ----- | ----------------- | ---- | -------- | ------------------ | ------------------ |
| 1     | Liesel Westermann | FRG  | 58,22    | 1. FRG 2. FIN      | 7 P 4 P            |
| 2     | Krystyna Nadalna  | POL  | 56,26    | 1. FRG 2. FIN      | 7 P 4 P            |
| 3     | Danuta Rosani     | POL  | 56,08    | 1. FRG 2. FIN      | 7 P 4 P            |
| 4     | Sinikka Riihelä   | FIN  | 53,30    | 1. FRG 2. POL      | 6 P 5 P            |
| 5     | Ilse Gaede        | FRG  | 49,30    | 1. FRG 2. POL      | 6 P 5 P            |
| 6     | Ritva Metso       | FIN  | 49,24    | 1. FRG 2. POL      | 6 P 5 P            |

Datum: 7. Juni

### Speerwurf
| Platz | Athletin           | Land | Zeit (m) | Länderkampfwertung | Länderkampfwertung |
| ----- | ------------------ | ---- | -------- | ------------------ | ------------------ |
| 1     | Marion Becker      | FRG  | 60,18    | 1. FRG 2. FIN      | 8 P 3 P            |
| 2     | Ameli Koloska      | FRG  | 58,02    | 1. FRG 2. FIN      | 8 P 3 P            |
| 3     | Renata Śliwińska   | POL  | 57,34    | 1. FRG 2. FIN      | 8 P 3 P            |
| 4     | Ewa Gryziecka      | POL  | 53,58    | 1. FRG 2. POL      | 8 P 3 P            |
| 5     | Anneli Virkkala    | FIN  | 47,76    | 1. FRG 2. POL      | 8 P 3 P            |
| 6     | Maija-Liisa Laukka | FIN  | 43,90    | 1. FRG 2. POL      | 8 P 3 P            |

Datum: 6. Juni